# قلي ديزجي
قلي ديزجي (بالفارسية: قلی‌دیزجی) هي قرية تقع في قسم آواجيق الجنوبي الريفي (مقاطعة تشالدران) في إيران. يقدر عدد سكانها بـ 200 نسمة بحسب إحصاء 2016.